# 李道玄
李 道玄（り どうげん、仁寿4年（604年） - 武徳5年10月25日（622年12月3日））は、中国の唐の宗室。唐の高祖李淵の従兄の河南郡王李贄（李虎の五男の雍王李絵の子）の子。

## 経歴
武徳元年（618年）、唐が建国されると、淮陽郡王に封ぜられた。15歳にして、秦王李世民に従って介州で宋金剛を攻撃し、その先頭に立った。王世充に対する征戦にも従い、多くの戦功を挙げた。武徳4年（621年）、竇建徳が虎牢に駐屯すると、李世民は軽騎で竇建徳の軍を挑発し、李道玄は道の左に伏兵を布いて敵の前進を待ち、敵軍の側背を襲って破った。汜水に転戦して、南坂を登り、敵陣に突入してその背後に回り、また引き返すと敵は総くずれとなり、李世民を喜ばせた。敵と戦うたびに、身に矢を受けたが、戦意はますます旺盛であったといわれる。洛陽が平定されると、洛州総管となった。府が廃止されると、洛州刺史となった。
武徳5年（622年）、山東道行軍総管となって劉黒闥と戦った。6月、劉黒闥が突厥の支援をえて再び乱を起こすと、李道玄は史万宝を率いて下博で戦ったが、史万宝と協調できず敵中に深入りして戦没した。19歳であった。左驍衛大将軍の位を追贈され、諡を壮といった。 
子がなく、弟の李道明が王位を継いで、左驍衛大将軍となった。

## 伝記資料
- 『旧唐書』巻六十 列伝第十「宗室伝」
- 『新唐書』巻七十八 列伝第三「宗室伝」